# Araeoncus macrophthalmus
Araeoncus macrophthalmus là một loài nhện trong họ Linyphiidae.
Loài này thuộc chi Araeoncus. Araeoncus macrophthalmus được František Miller miêu tả năm 1970.